# Cerocephalinae
Sous-famille
Les Cerocephalinae sont une sous-famille de petits chalcidiens (hyménoptères apocrites térébrants) de la famille des Pteromalidae.

## Description
- Thorax entièrement lisse (pro et mésonotum).
- Antennes insérées souvent près de la bouche, sans annelus.
- Tête prognathe.

Cette sous-famille présente un intérêt économique contre les ravageurs des denrées stockées. Le genre concerné présente une touffe de soie sur l'aile à la base du stigma.

## Genres
Acerocephala - 
Cerocephala - 
Choetospilisca - 
Gahanisca - 
Gnathophorisca - 
Laesthiola - 
Muesebeckisia - 
Neocalosoter - 
Neosciatheras - 
Paracerocephala - 
Paralaesthia - 
Sciatherellus - 
Theocolax - 
†Dominocephala - 
†Pteropilosa - 
†Tenuicornus - 
†Dominocephala